# ایوان بیلی
ایوان بیلی (اوکراینی: Іван Іванович Білий؛ زادهٔ ۲۷ ژانویهٔ ۱۹۸۸) بازیکن فوتبال اهل اوکراین است.
از باشگاه‌هایی که در آن بازی کرده‌است می‌توان به باشگاه فوتبال استال کامیانسکه اشاره کرد.